# Opowieści z betonowego lasu
Opowieści z betonowego lasu – pierwszy solowy legalny album donGURALesko wydany w 2002 przez Blend Records.
Album był poprzedzony singlem „Co to za miejsce?”, do którego też został nakręcony teledysk. Drugim teledyskiem promującym Opowieści z betonowego lasu był „PDG”. Materiał został w całości wyprodukowany przez duet producencki White House. 9 listopada 2012 nakładem Szpadyzor Records wydana została zremasterowana reedycja albumu.

## Lista utworów
Opracowano na podstawie materiału źródłowego.
Album
1. „Gural solo” (scratche: DJ Hen, DJ Kut-o) – 2:16
2. „Rymmajster” (scratche: DJ Kostek) – 3:47
3. „Wieść się niesie” – 1:35
4. „Jestem tym typem” (scratche: DJ Haem) – 5:03
5. „No i co?” (1000 okien Remix) (gościnnie: Wall-E, scratche: DJ Bambus) – 4:16
6. „Ja pod nogi im pluję” (scratche: DJ Hen) – 3:46
7. „Numer siedem” (scratche: DJ Orko) – 2:34
8. „Co to za miejsce?” (scratche: DJ Haem) – 4:56
9. „Ja i arena świata” (scratche: DJ Twister) – 3:52
10. „Wycinanki” (gościnnie: Wall-E, scratche: DJ Kostek) – 4:23
11. „Gramrap” (skit) – 0:50
12. „2 strona medalu” (gościnnie: Kaczor, scratche: DJ Orko) – 3:56
13. „Wypierdalam gonga” (gościnnie: Don Tommalone, Rafi, scratche: DJ Kut-o) – 3:36
14. „Cuda się zdarzają” – 3:11
15. „Gadka na faktach” – 4:04
16. „Chropowata technika” (scratche: DJ Bam) – 4:10
17. „Kavalieroz” (gościnnie: Bubel, Qlop, scratche: DJ Bam) – 3:38
18. „PDG” (gościnnie: PDG) – 5:16
19. „Zachodni wiatr wieje” (scratche: DJ Kostek) – 4:24
20. „Krótki przekrój Babilonu” – 2:42

Singel
| „Co to za miejsce?” |
| --- |
| 1. „Intro" 2. „Co to za miejsce?” (gościnnie: DJ Haem) 3. „Rymmajster” (gościnnie: DJ Kostek) 4. „Opowieści z betonowego lasu” (Mix) |